# 이순신 밥상
이순신 밥상은 임진왜란 당시 이순신 장군을 비롯한 조선 수군에서 먹었던 음식을 평상시, 훈련 중 등 9가지 형태별로 구분해 놓은 것이다.

## 형태별 밥상종류
이순신 밥상은 경상남도에서 이순신 프로젝트의 일환으로 추진하여 임진왜란 당시 이순신 장군을 비롯한 조선 수군에서 먹었던 음식을 난중일기 등의 문헌을 바탕으로 복원사업을 추진하여 숙명여대 한국음식연구원이 철저한 고증을 거쳐 2009년 7월 77종의 음식을 복원하였다.
- 전투시 먹은 음식
  - 주먹밥, 통영비빔밥, 산나물밥, 콩가루주먹밥, 된장주먹밥, 굴밥, 다시마밥, 미역밥, 산나물죽
- 평상시 먹은 음식
  - 쌀밥, 홍합미역국, 봉총찜, 산갓침채, 청어국, 볼락어젓, 방풍나물, 다시마좌반, 청어젓, 무염침채
- 훈련 중 먹은 음식
  - 보리밥, 와각탕, 청어구이, 과동과, 도다리쑥국, 팽계법, 전계아법, 해탕, 전작, 전복쌈, 장짠지
- 전쟁 승리 후 먹은 음식
  - 석화죽, 숭어전, 설야멱, 육포(사슴고기), 약과, 칠향계, 개장국 누르미, 생치편포, 별비(족편), 대합회, 칡떡, 증편, 송고병, 소주
- 백의종군 때 먹은 음식
  - 보리밥, 연포탕, 고사리나물, 과동침채, 쑥국, 재첩국, 고사리 들깨국, 취나물
- 아플 때 먹은 음식
  - 멥쌀죽방, 수포탕, 더덕좌반, 과동침채, 타락죽, 삼합미음, 기방, 약대구
- 이순신 장군이 즐겨 드시던 음식(종가집 음식)
  - 장국밥, 어육각색간랍, 장김치, 멸치젓, 양탕, 육산적, 호박국수, 고추부각조림, 고둥간장조리, 무청장아찌, 얼린무장아찌, 제주
- 통영과 여수 향토 음식
  - 통영향토음식)멍게비빔밥, 충무김밥, 해물비빔밥, 톳나물밥, 전복죽, 뱅어국, 해물탕, 상사리국, 명란젓찌개, 민어찌개, 생멸치찌개, 전복김치, 고구마순김치, 돌나물물김치, 볼락무김치, 방풍탕평채, 개조개유곽, 가자미조림, 장어구이, 해삼통지짐, 홍합초, 생멸치전, 굴찜, 멸치회, 멍게회, 문어회무침, 피조개회, 멍게튀김, 미역튀김, 전복장아찌, 전어밤젓, 대구모젓, 어리굴젓, 홍합젓, 유자청떡, 비빔떡, 통영약과
  - 여수향토음식)백합죽, 미역수제비, 바지락수제비, 매생이국, 고들빼기김치, 돌산갓김치, 청각김치, 풋마늘김치, 청각나물, 콩나물몰무침, 톳두부무침, 무나물, 박나물, 굴구이, 굴전, 홍합꼬치, 서대찜, 서대회, 우렁이회, 가오리회, 전어회무침, 꼴뚜기젓, 전어속젓, 볼락구이, 굴젓, 꽃게장, 벌떡게장